# Robert Joyaut
Robert Joyaut, né le 5 décembre 1900 dans le 14e arrondissement de Paris et mort le 12 septembre 1966 à La Louptière-Thénard (Aube) est un footballeur international français.

## Carrière
Le poste de prédilection de ce joueur formé au Red Star est milieu de terrain. Très en vue dans son club avec lequel il remporte la Coupe de France en 1922 et 1923, Robert se retrouve en excellente compagnie chez les tricolores qui comptent alors de nombreux joueurs du Red Star dans leurs rangs, comme Pierre Chayriguès ou bien Philippe Bonnardel. 
Il compte quatre sélections en équipe de France de football, toutes en 1923 : Espagne-France à Saint-Sébastien au stade Atocha, Belgique-France au stade Parc Duden à Bruxelles, Pays-Bas-France au Sportpark à Amsterdam et France-Suisse au stade Pershing à Paris. Malheureusement, ses quatre sélections se soldèrent par trois défaites cuisantes (dont une sans appel à Amsterdam 8-1) et un nul sans gloire.
En 1924, il se blesse rapidement en huitième de finale de coupe de France face au FC Cette, ce qui entraîne l'élimination du club audonien.

## Palmarès
- Vainqueur de la Coupe de France : 1922 et 1923